# 雅克·布吕纳
雅克·布吕纳（法語：Jacques Brunhes，1934年10月7日—2020年9月30日），法国政治人物，法国共产党党员。曾任法国旅游国务秘书、国民议会议员等职。

## 生平
1934年10月7日生于巴黎。他的父亲是一名出租车司机。他毕业于塞纳省奥特尔师范学校，后在巴黎十八区任教。1962年，他在拉加雷讷新城担任历史和地理教师。
他是法国共产党党员。1978年在上塞纳省第1选区当选国民议会议员。在国会里，他曾任法国与越南、柬埔寨友好小组主席。1981年至1986年担任文化、家庭和社会事务委员会副主席。1988年至2002年，担任法律委员会委员、国防与军队事务委员会委员。2002年至2007年，担任西藏问题研究小组成员。
1987年至2001年，担任热讷维利耶市长。2001年至2002年，担任装备、运输和住房部负责旅游事务的国务秘书。
2020年9月30日逝世。

## 荣誉
- 法國榮譽軍團勳章（2008年）